# Atičko narječje
Atičko grčko narječje bilo je prestižno narječje starogrčkoga jezika kojime se govorilo u Atici, uključujući i Atenu, u doba klasične grčke u 5. i 4. stoljeća pr. Kr.  Od tadašnjih grčkih narječja najsličnije je kasnijim oblicima grčkoga jezika.  Srodno je jonskom narječju te se po nekim izvorima ubraja u istu skupinu.
Standardno je narječje koje se uči u tečajevima starogrčkoga jezika.

## Povijest
Nakon grčkoga mračnoga doba, s razvojem alfabeta od 8. st. pr. Kr. na dalje, u književnosti i ostalim napisima nalazimo četiri glavna narječja: eolsko, dorsko, jonsko i atičko.  Atičko narječje koriste znameniti dramatičari, povjesničari, filozofi i govornici klasičnoga razdoblja u Ateni u 5. i 4. st. pr. Kr., kao što su Eshil, Sofoklo, Euripid, Aristofan, Tukidid, Ksenofont, Platon, Izokrat i Demosten.
S osvajanjima Filipa II. Makedonskog i Aleksandra Velikog atičko narječje se širi i pojednostavljuje, s nekim promjenama vidljivima već u djelima Aristotela.  S premještanjem kulturnoga žarišta grčkoga svijeta u Aleksandriju u helenističkome razdoblju dominantan jezik postaje zajednička grčka koine.  Osnova koine je atičko govorno narječje, sa značajnim brojem jonskih riječi i posuđenica iz drugih narječja.
Danas pojam "atički jezici" opisuje skupinu od pet helenskih (grčkih) jezika poteklih od klasičnog atičkog narječja.  Predstavljaju je
- novogrčki [ell] sa 13,084,490 govornika u Grčkoj (10,700,000; 2002 popis); Cipru (689,000; 2002 popis); Albaniji (60,000; 1989); Egiptu (42,000: 2004); Italiji (20,000; Vincent 1987); Ukrajini (7,210; 1970 popis; 106,909 etničkih koji govore dijalekt mariupol grčki); Rumunjskoj (4,150; 2002 popis); Turskoj (4,000; 1993);
- pontski [pnt] (200,000; Johnstone and Mandryk 2001) u Grčkoj i (4,540; 1965 Mackridge) Turskoj;
- judeogrčki [yej] 35 u Izraelu i nešto u Turskoj i SAD-u;
- kapadokijski grčki [cpg] †;
- starogrčki [grc] †[2]

Zajedno s dorskom podskupinom (cakonski jezik) čini širu helensku skupinu.

## Vanjske poveznice
- Ethnologue (14th)
- Ethnologue (15th)